# Заволжский (Калининский район)
Заво́лжский — посёлок сельского типа в Калининском районе Тверской области. Центр Заволжского сельского поселения.

## География
Расположен к западу от Твери, на автодороге «Москва — Санкт-Петербург» М10 (E 105), в 5 км от Горбатого моста.

## Население
| 1859 | 1886 | 1997  | 2002  | 2010  |
| ---- | ---- | ----- | ----- | ----- |
| 311  | ↗469 | ↗2437 | ↗2497 | ↘2400 |

## В посёлке
- МОУ «Заволжская СОШ имени П. П. Смирнова»
- МОУ «Калининская районная вечерняя (сменная) общеобразовательная школа»
- МДОУ "Заволжский детский сад «Колосок»
- МУ КДЦ «Заволжский»
- МУК «Заволжская сельская библиотека»
- Филиал ЦРБ Заволжская амбулатория

## История

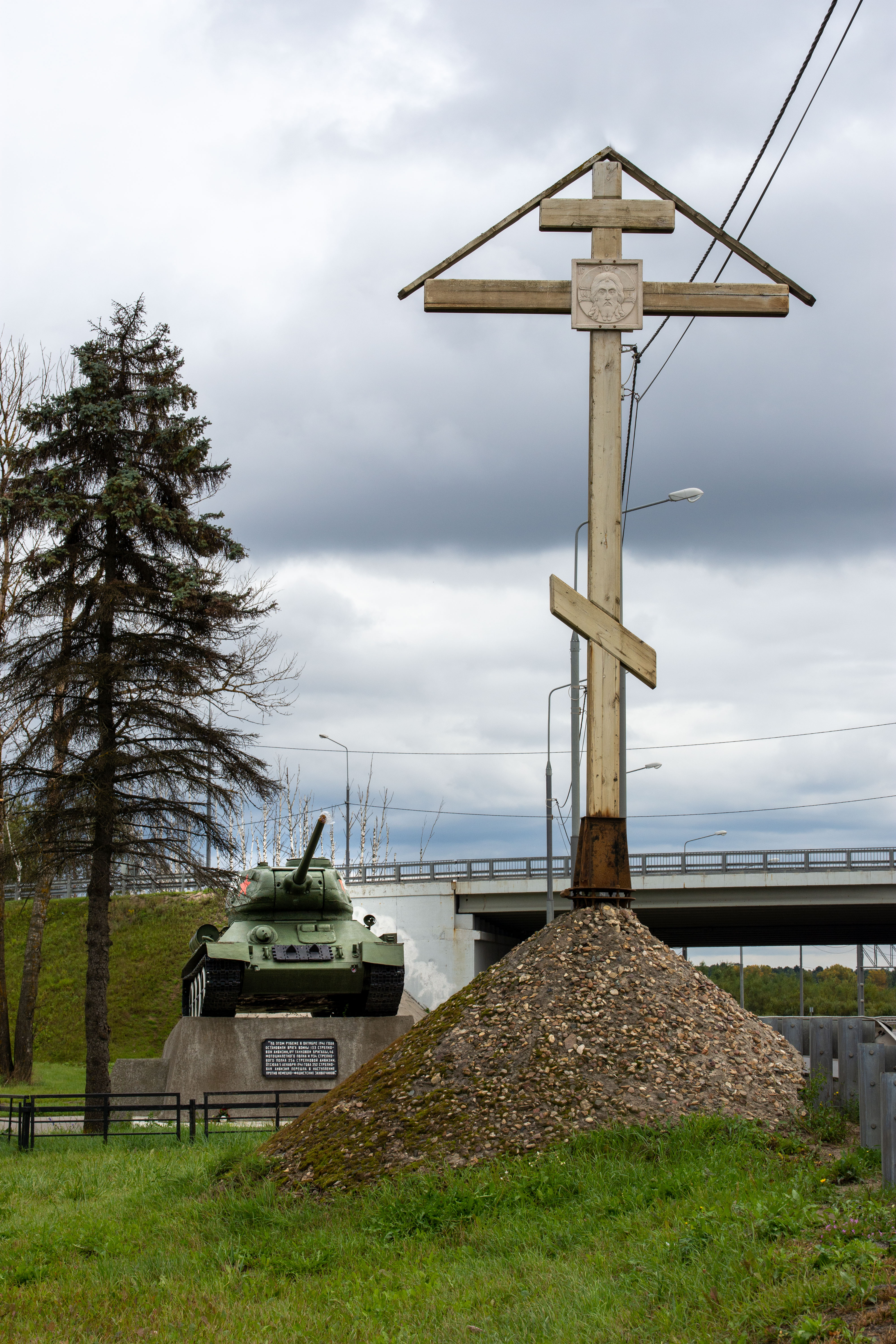
Памятник танку Т-34 и поклонный крест

В Списке населенных мест 1859 года значится казённая деревня Каликино (9 вёрст от Твери, 43 двора, 311 жителей).
Во второй половине XIX — начале XX века Каликино относилось к приходу городской Вознесенской, что за Волгой, церкви и входила в Васильевскую волость Тверского уезда. Деревня располагалась чуть в стороне от Петербургского шоссе (сейчас это улица Старо-Каликинская), в конце XIX века уже вдоль шоссе возникла новая деревня, названная Новое Каликино.
В 1940 году в Новокаликинский сельсовет Калининского района Калининской области входят деревни Ново-Каликино (39 дворов) и Старо-Каликино (36 дворов).
В 1964 году был организован совхоз имени 50-летия СССР, крупное свиноводческое хозяйство. Началось строительство центральной усадьбы в районе деревни Старо-Каликино. Новый посёлок объединил обе деревни и получил название Заволжский. Заволжский сельский совет был организован в январе 1971 года.

## Достопримечательности
- Памятник танку Т-34 — между посёлком и Тверью.